# Třída José Rizal
Třída José Rizal je třída fregat filipínského námořnictva. Jedná se o fregaty typu HDF-3000 jihokorejské loděnice Hyundai Heavy Industries (HHI). Jedná se o derivát jihokorejské třídy Inčchon. Celkem byly objednány dvě jednotky této třídy. Do služby byly přijaty v letech 2020–2021.

## Stavba
Filipínské ministerstvo obrany zahájilo soutěž na stavbu dvou fregat v říjnu 2013. Zakázku v hodnotě 327 miliónů amerických dolarů získala jihokorejská loděnice HHI v Ulsanu s projektem HDF-3000 vycházejícím ze třídy Inčchon. Smlouva byla podepsána dne 24. října 2016. Přijetí prototypové fregaty do služby muselo být o nejméně šest měsíců posunuto kvůli sporu o použitý bojový řídící systém. Kvůli tomuto sporu byl dokonce z funkce odvolán velitel námořnictva viceadmirál Ronald Joseph Mercado, který měl pochybnosti o schopnosti vítězné jihokorejské společnosti Hanwha Systems integrovat všechny palubní systémy, a proto prosazoval osvědčený nizozemský systém Thales Tacticos. Dle zdůvodnění odvolání viceadmirál svým odporem způsobil několikaměsíční zdržení stavebního programu fregat.
Slavnostní první řezání oceli na prototypovou jednotku proběhlo 1. května 2018. První řezání oceli na její sesterskou loď proběhlo 17. září 2018. Prototypové plavidlo José Rizal bylo do služby přijato 10. července 2020. Jeho sesterská loď Antonio Luna má následovat roku 2021.
Jednotky třídy José Rizal:
| Jméno                     | Založení kýlu   | Spuštěna          | Vstup do služby   | Status  |
| ------------------------- | --------------- | ----------------- | ----------------- | ------- |
| BRP José Rizal (FF-150)   | 16. října 2018  | 23. května 2019   | 10. července 2020 | aktivní |
| BRP Antonio Luna (FF-151) | 23. května 2019 | 8. listopadu 2019 | 19. března 2021   | aktivní |

## Konstrukce

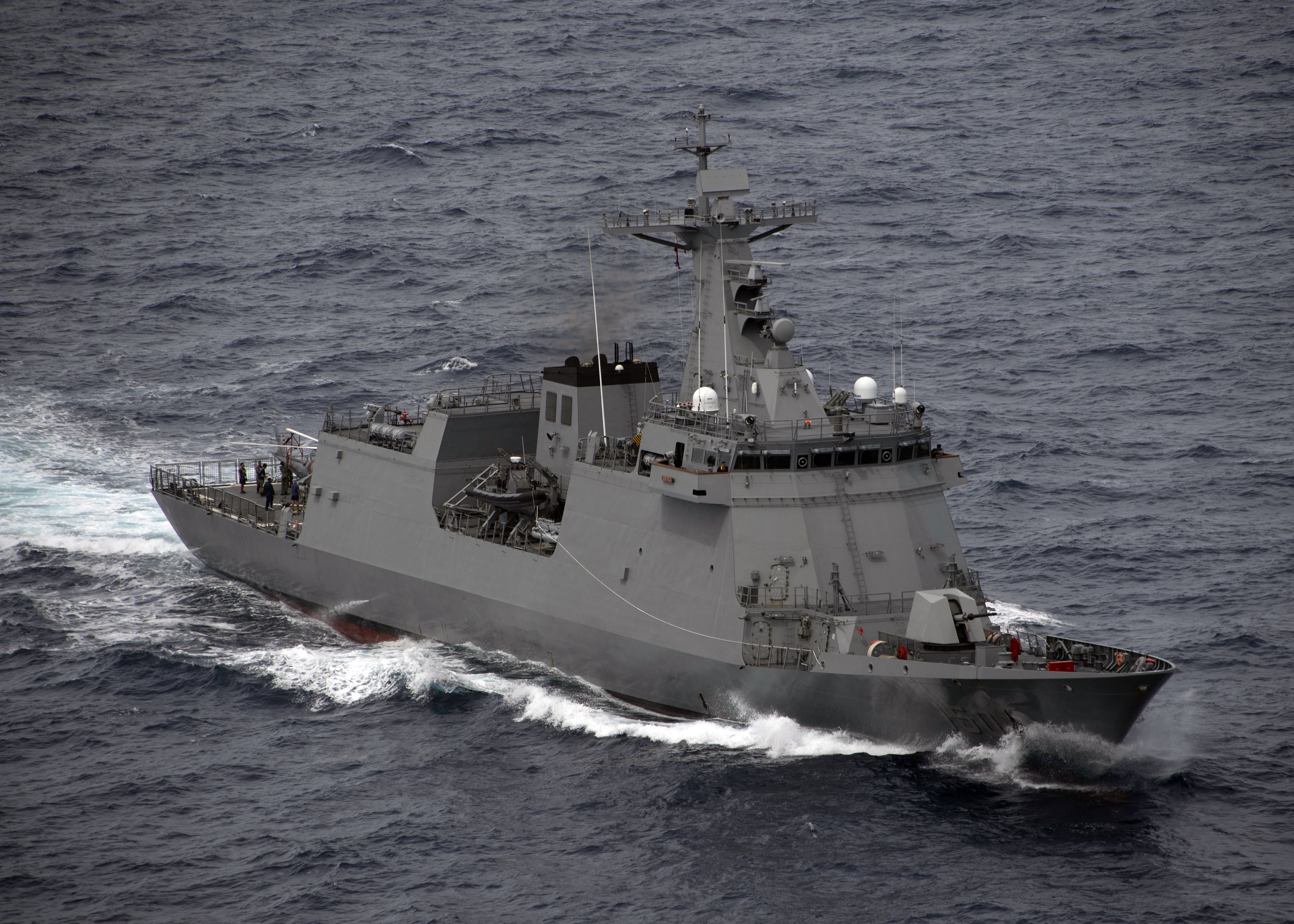
BRP José Rizal (FF-150)

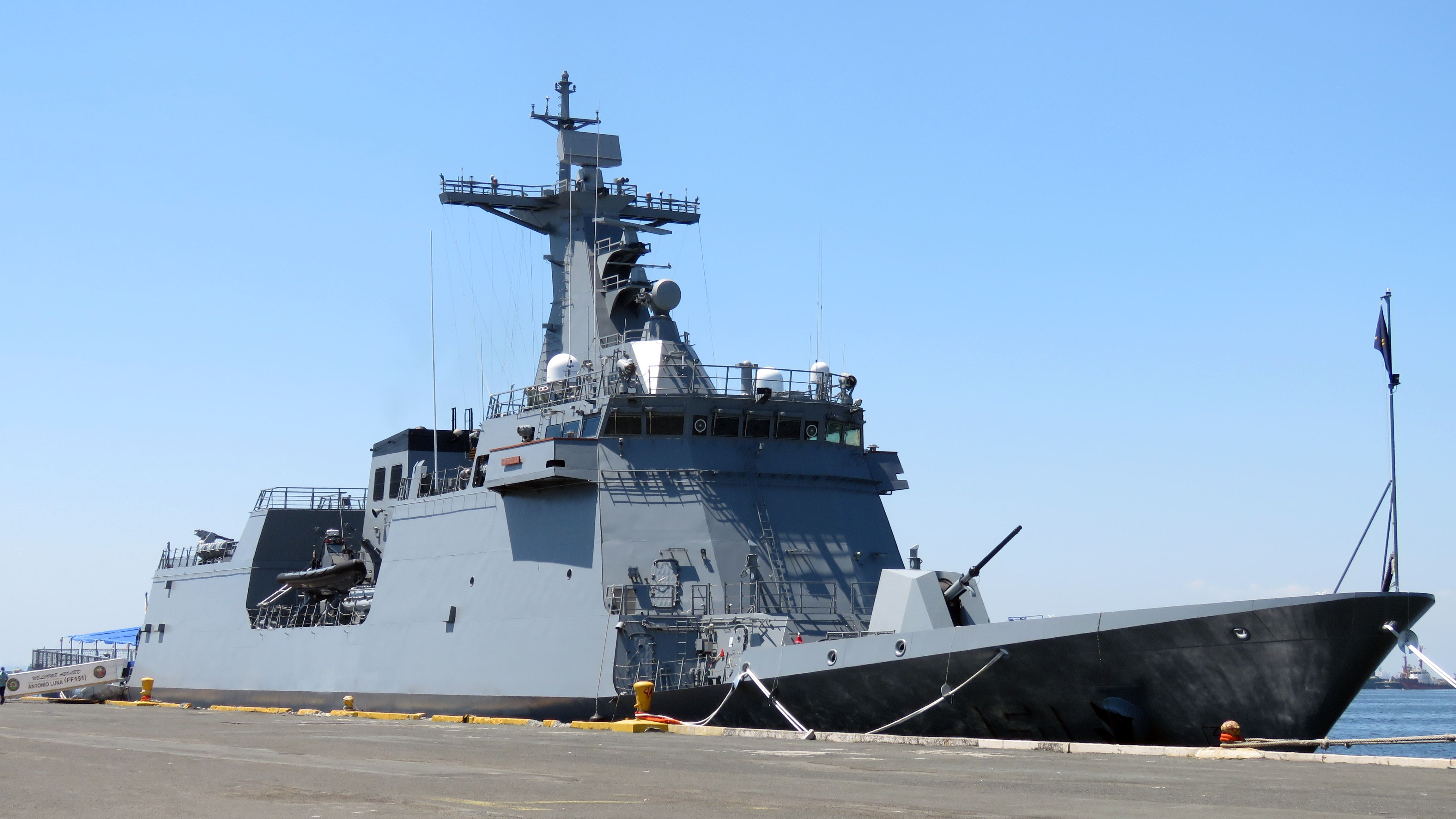
BRP Antonio Luna (FF-151)

Fregaty jsou vybavena navigačními radary Kelvin Hughes SharpEye, vyhledávacím radarem Sea Giraffe AMB a vrhači klamných cílů Terma C-Guard. Hlavňovou výzbroj tvoří 76mm kanón OTO Melara Super Rapid, 30mm kanón Mk44 Bushmaster II v dálkově ovládané zbraňové stanici ASELSAN SMASH a několik kulometů. Obranu plavidel posílí dvě dvojité stanice Simbad-RC pro protiletadlové řízené střely Mistral 3. Údernou výzbroj představují čtyři protilodní střely C-star. K ničení ponorek slouží dva trojité 324mm torpédomety pro lehká torpéda K745 Chung Sang Eo. Plavidla dále mají přípravu pro instalaci osminásobného vertikálního odpalovacího sila a kompletu bodové obrany. Je vybavem dvěma čluny RHIB. Na zádi se nachází přistávací plocha pro protiponorkový vrtulník AW159 Wildcat. Pohonný systém je koncepce CODAD. Tvoří jej čtyři diesely STX-MTU 12V 1163 TB93, každý o výkonu 5955 hp, pohánějící dva lodní šrouby. Energii dodají čtyři dieselgenerátory STX-MTU 12V 2000 M41B, každý o výkonu 932 hp. Nejvyšší rychlost dosahuje 25 uzlů. Dosah je 4500 námořních mil při ekonomické rychlosti 15 uzlů. Vytrvalost je 30 dnů.